# Stadsarkivet Liljeholmskajen

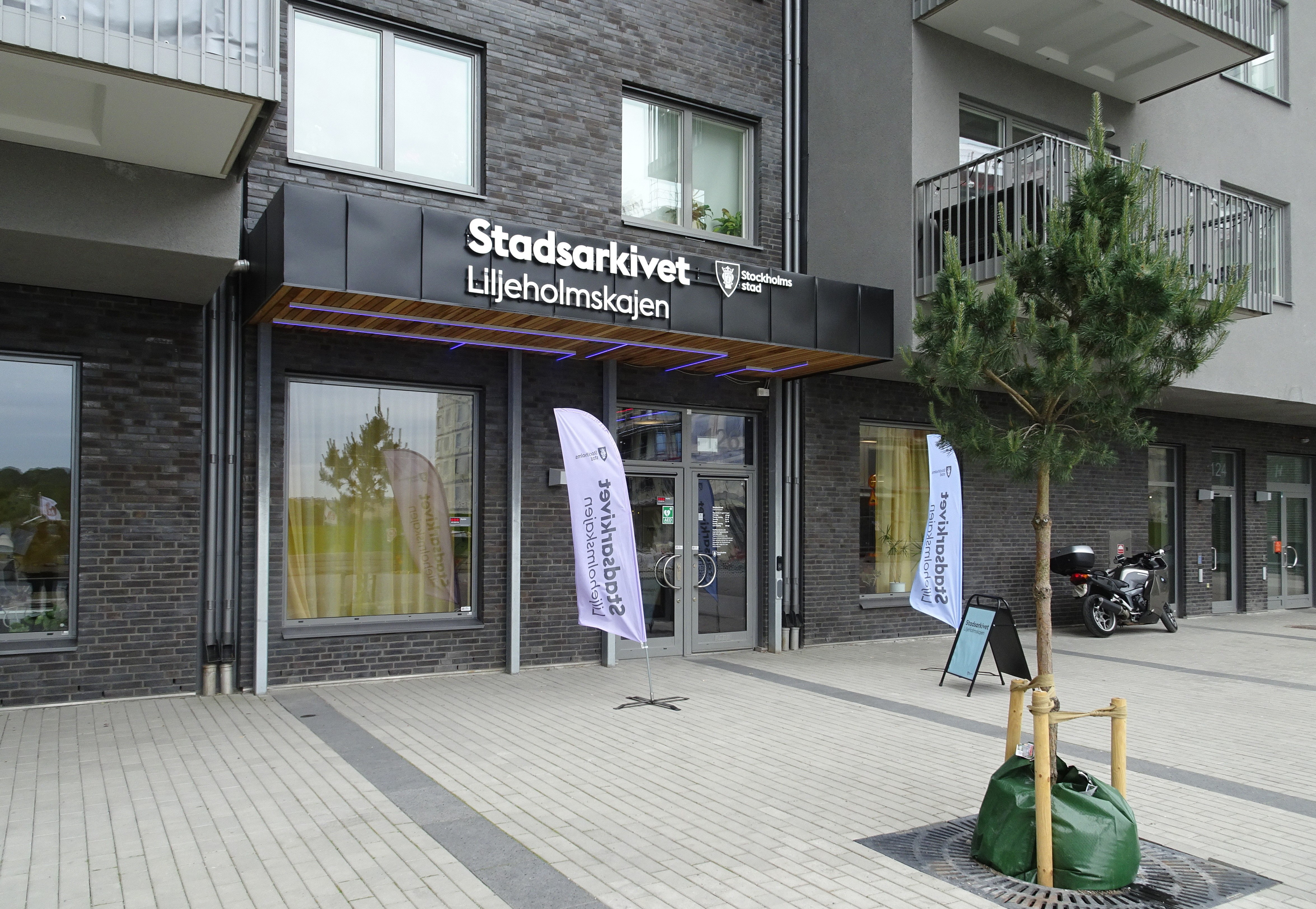
Entrén till Stadsarkivet Liljeholmskajen.

Stadsarkivet Liljeholmskajen är en av två platser där Stockholms stadsarkivet finns, vid Sjöviksvägen 126 på Liljeholmskajen i stadsdelen Årstadal i södra Stockholm. Arkivet ligger i två av Vin & Sprits gamla bergrum och är stadens bebyggelsehistoriska centrum som invigdes den 10 juni 2019.

## Bakgrund

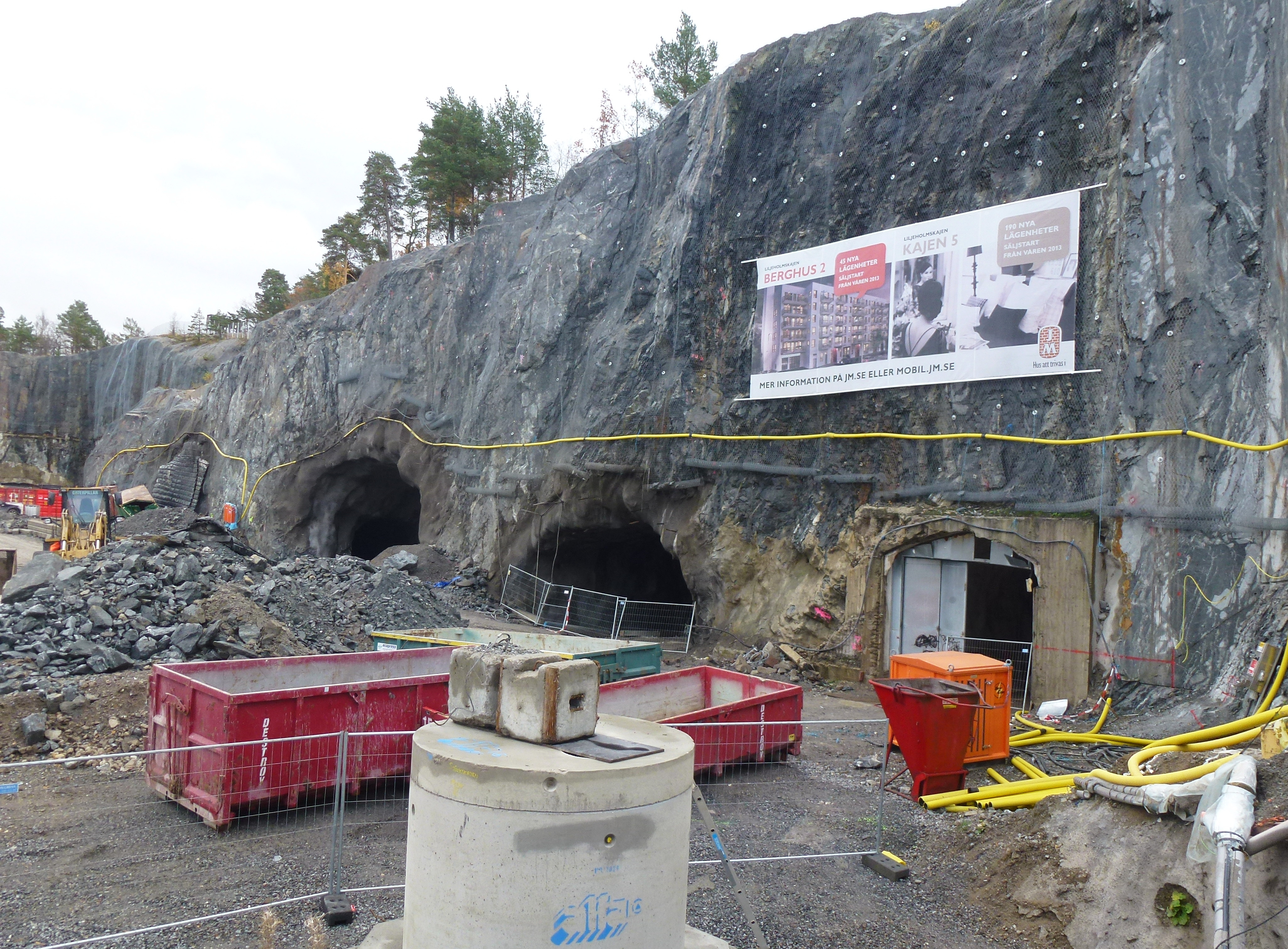
De båda mellersta bergrummen inhyser sedan 2019 "Stadsarkivet Liljeholmskajen", fotografi från november 2013.

Vin & Sprits bergrum vid Liljeholmskajen bestod av fem tunnlar 150 meter långa, cirka 20 meter breda och 20 meter höga om totalt drygt 230 000 kvadratmeter. Bergrummen fungerade som fabrik samt lagrings- och tappanläggning för vin och sprit. Hit anlände företagets fartyg som fraktade vin med tankbåtar från medelhavsområdet. Anläggningen var i drift från 1959 fram till 1997 då den avvecklades. Därefter förvärvade bygg- och fastighetsbolaget JM området för bygget av sjönära bostäder inom ett stadsutvecklingsprojekt kallat Liljeholmskajen. Två av bergrummen är idag ombyggda till parkeringsgarage med plats för över 1 000 bilar. Ett bergrum nyttjas av Stockholm Vatten och Avfall och två förvärvades 2015 av Stockholms stad för en okänd penningsumma.

## Verksamhet
Vin & Sprits gamla berglager skulle inrymma ett nytt arkiv eftersom det gamla arkivet på Kungsholmen hade blivit för trångt. Till det nya arkivet koncentreras huvudsakligen historiska kartor och byggnadsrelaterade handlingar. Stadsarkivet Liljeholmskajen samverkar med flera aktörer, bland dem Stadsmuseet i Stockholm, Trafikkontoret och Arkitekturskolan KTH. Berganläggningen ritades av arkitektkontoret Ahrbom & Partner och förvaltas av Stockholms stads fastighetskontor.
Lokalerna omfattar totalt 6 500 kvadratmeter. Här finns cirka tre miljoner kartor och ritningar samt cirka 50 000 hyllmeter övrigt arkivmaterial. Bland ritningarna märks 2,5 miljoner Stockholms stads byggnadsritningar som år 2011 utsetts av Unesco till världsminne. Totalt har arkivlokalerna plats för fem miljoner kartor och ritningar och cirka 80 000 hyllmeter arkiv. Arkivet inrymmer hör- och läsesalar. Det finns möjlighet att beställa arkivhandlingar och arkivpersonal finns på plats. Stadsarkivet Liljeholmskajen smygöppnade för allmänheten den 2 april 2019. Den officiella invigningen skedde den 10 juni samma år.

## Bilder

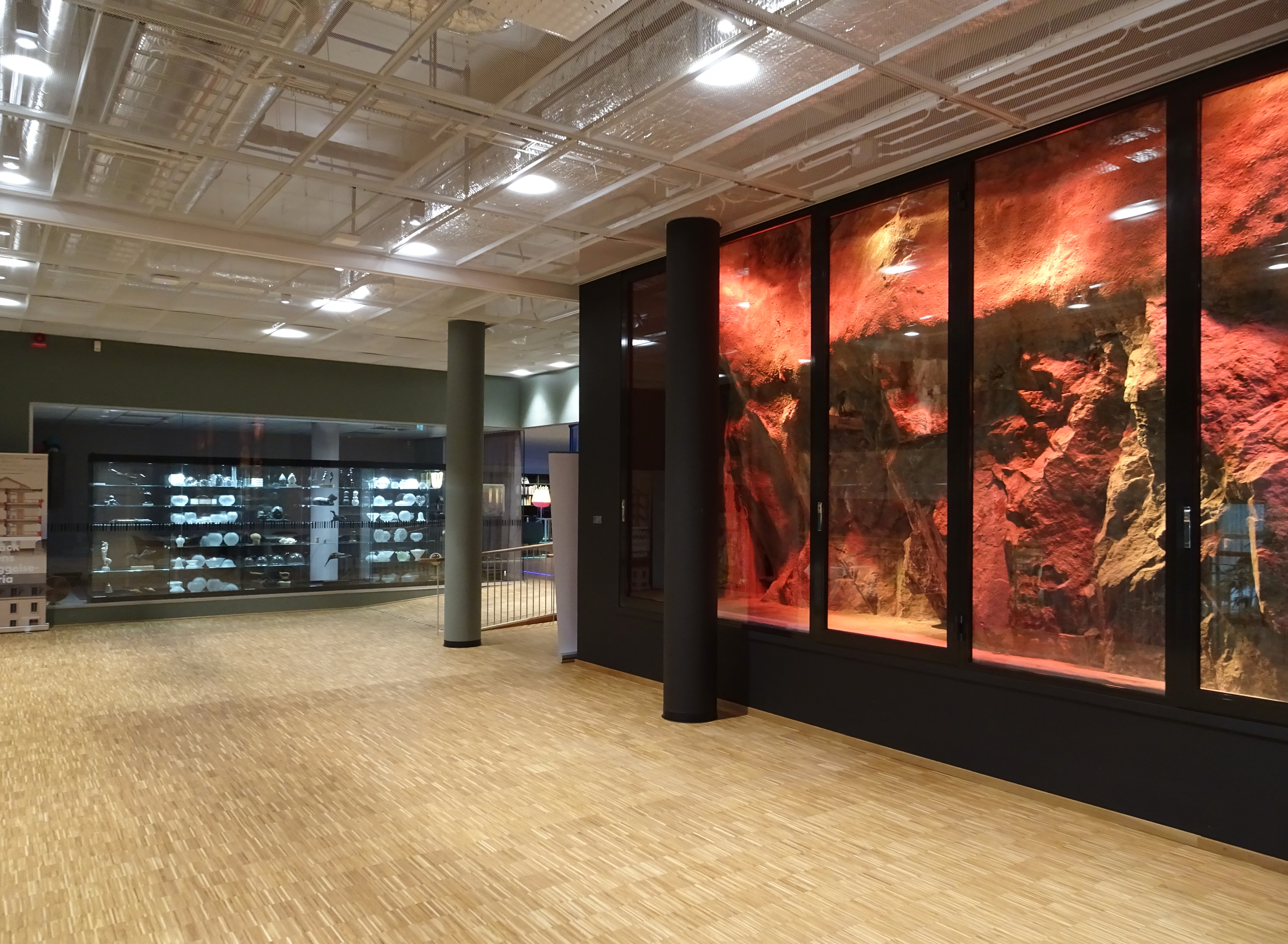
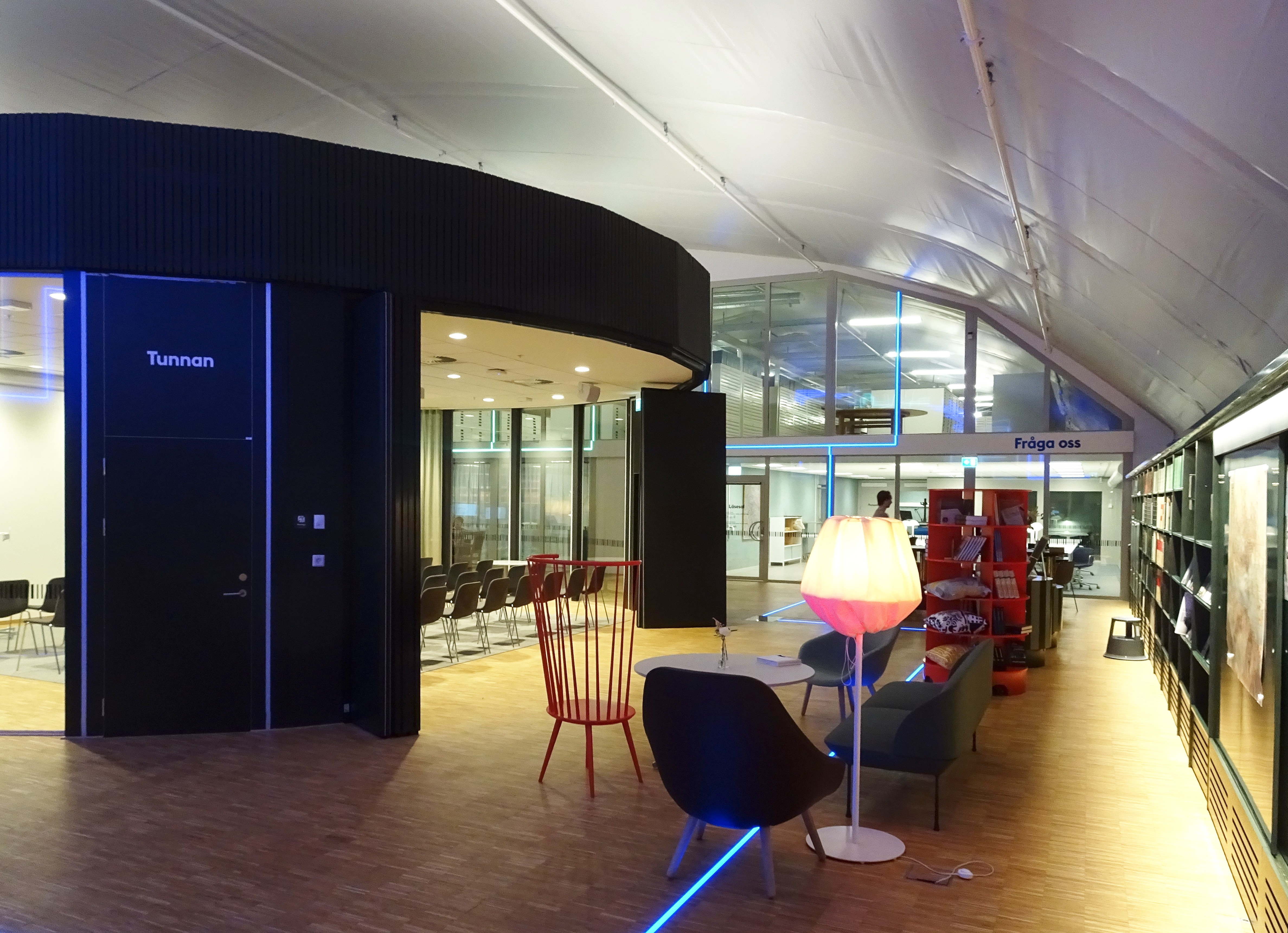
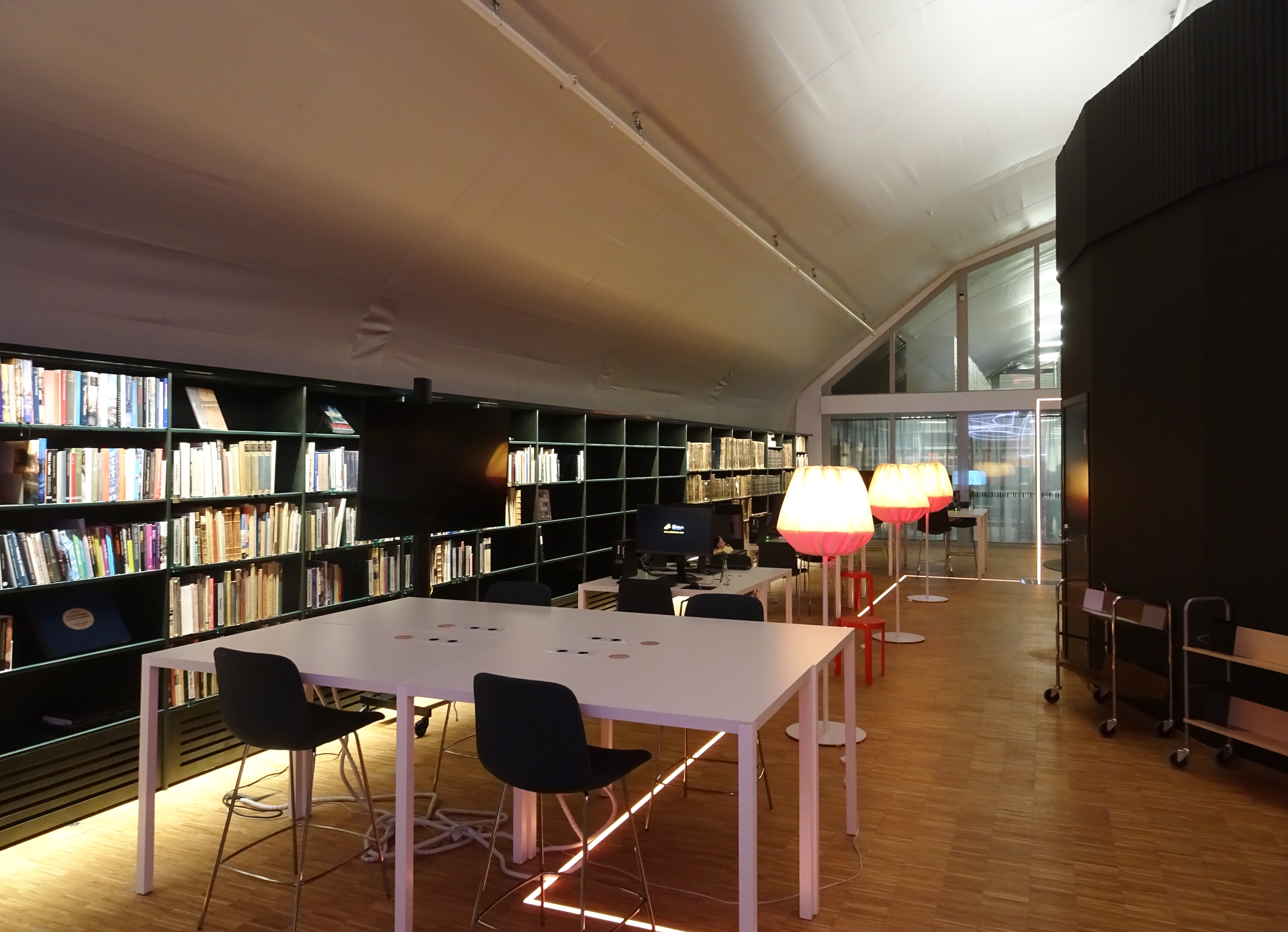
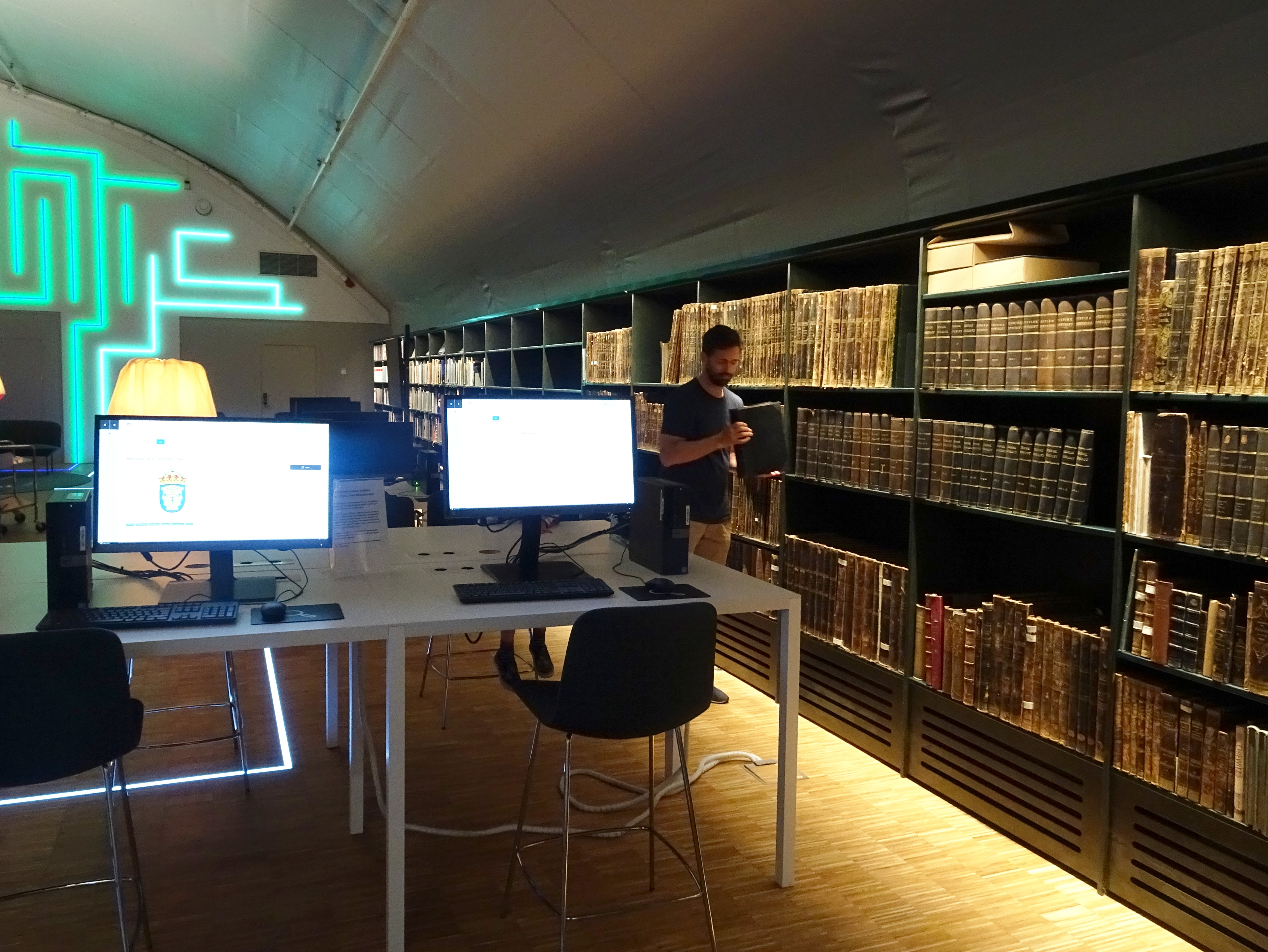